# Patrick Grainville

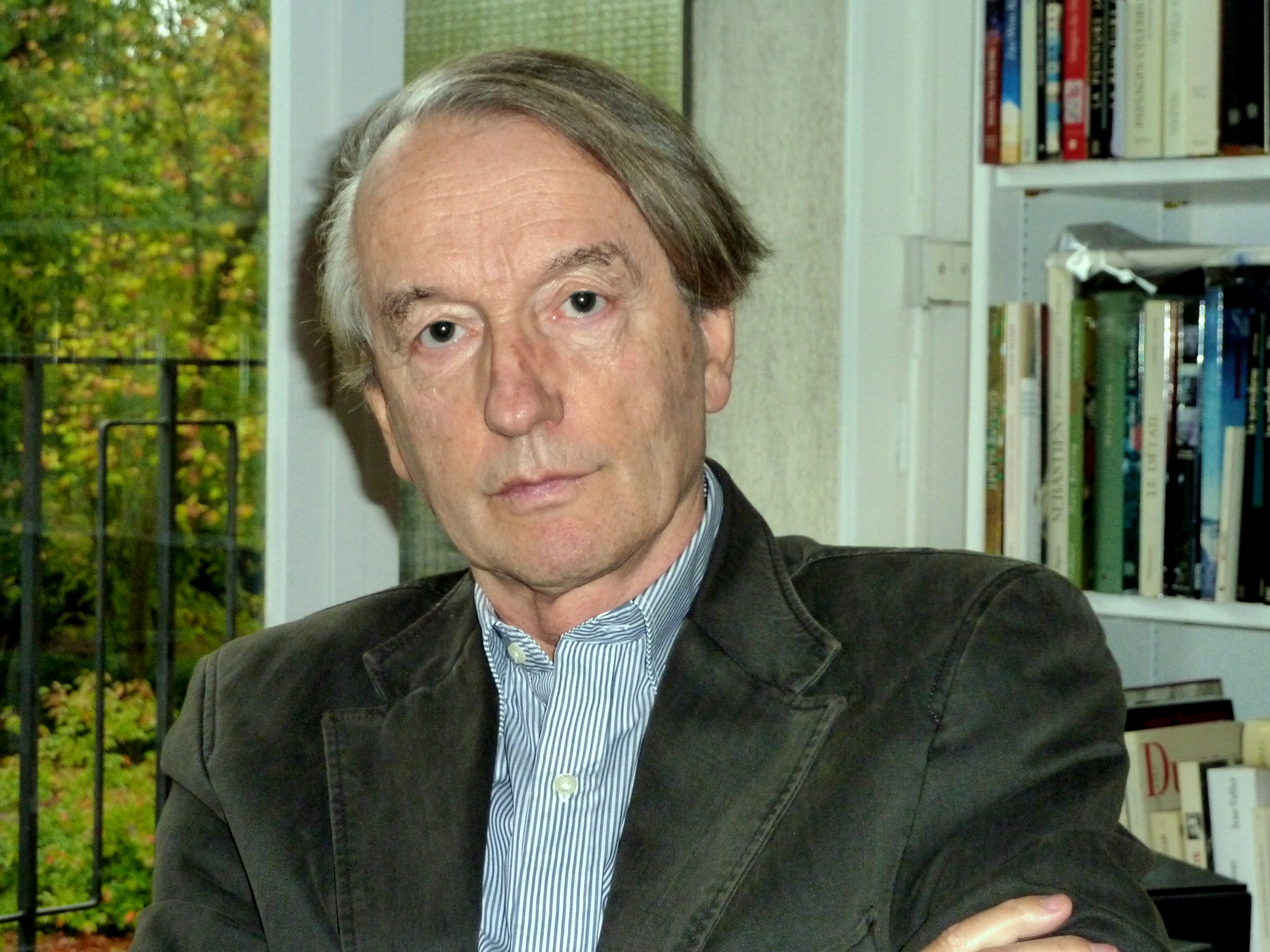
Patrick Grainville

Patrick Grainville (* 1. Juni 1947 in Villers-sur-Mer) ist ein französischer Schriftsteller. 1976 erhielt er den Prix Goncourt für Les Flamboyants, seinen vierten Roman.

## Leben
Grainville wuchs in Villerville bei Deauville auf, wo sein Vater Bürgermeister war. Er besuchte Schulen in Deauville, Caen und Paris (Lycée Henri IV) und studierte an der Sorbonne. 1972 erschien sein erster Roman bei Gallimard (La Toison). Er war Französisch-Lehrer am Lycée Évariste Galois in Sartrouville und Literaturkritiker für Le Figaro.
Grainvilles Romane haben phantastische und mythologische Elemente. Er malt und lässt sich als Schriftsteller von Gemälden inspirieren.
Les Flamboyants wurde von Gallimard, das seine ersten drei Bücher veröffentlichte, zurückgewiesen  und erschien bei Seuil. Drei Jahre zuvor scheiterte sein Roman La Lisière beim Wettbewerb um den Prix Goncourt trotz Unterstützung durch Michel Tournier. Der Roman handelt von einem tyrannischen, pittoresken afrikanischen König Tokor und einem europäischen Besucher. Auch andere Bücher von Grainville behandeln Afrika, das er häufig bereiste.
Er war lange in der Jury des Prix Médicis.

## Romane
- La Toison, Gallimard, 1972
- La Lisière, Gallimard, 1973
- L'Abîme, Gallimard, 1974
- Les Flamboyants, Éditions du Seuil, 1976,
- La Diane rousse, Éditions du Seuil, 1978
- Le Dernier viking, Éditions du Seuil, 1982,
- L'Ombre de la bête, Balland, 1981
- Les Forteresses noires, Seuil, 1982,
- La Caverne céleste, Éditions du Seuil, 1984,
- Le Paradis des Orages, le Grand livre du mois, 1986,
- L'Atelier du peintre, Éditions du Seuil, 1988
- L'Orgie, la Neige, le Grand livre du mois, 1990 (erhielt den Prix Guillaume le Conquérant der Société des auteurs de Normandie).
  - Deutsche Ausgabe: Die Orgie, der Schnee, Klett-Cotta 1999
- Colère, Éditions du Seuil, 1992,
  - Deutsche Ausgabe: Zorn, Klett-Cotta 1994
- Les anges et les faucons: roman, Éditions du Seuil, 1994
  - Deutsche Ausgabe: Engel und Falken, Klett-Cotta 1996
- Le Lien, Éditions du Seuil, 1996
- Le Tyran éternel, Seuil, 1998
- Le Jour de la fin du monde une femme me cache, 2001
- L'Atlantique et les Amants, 2002
- La Joie d'Aurélie, Seuil, 2004
- La Main blessée, 2005
- Lumière du rat, 2008
- Le Baiser de la pieuvre, 2010
- Le Corps immense du président Mao, 2011
- Bison 2014 (erhielt den Grand prix Palatine)
- Le Démon de la vie, 2016